# Saagar Enjeti

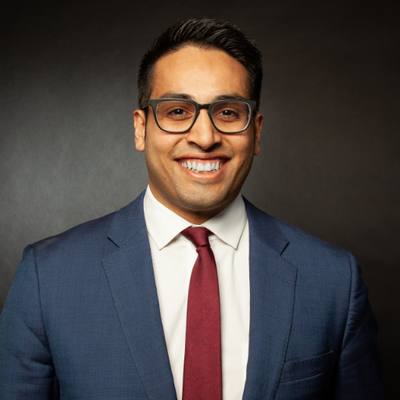
Saagar Enjeti, 2020

Saagar Enjeti (* 21. April 1992 in Texas) ist ein US-amerikanischer Journalist und politischer Kommentator.

## Leben und Tätigkeit
Enjeti wurde als Sohn indischstämmiger Immigranten in die Vereinigten Staaten im US-Bundesstaat Texas geboren. Er wuchs in College Station auf, wo seine Eltern an der Texas A&M University als Hochschullehrer forschten und lehrten. Nach dem Schulbesuch studierte er an der George Washington University, wo er 2014 einen Bachelor-Abschluss im Fach Wirtschaftswissenschaften erwarb. Das Master-Studium absolvierte er an der Georgetown University in Washington, D.C., die er 2018 mit einem Abschluss im Fach Sicherheitspolitik verließ.
Nach dem Studium erhielt Enjeti eine Anstellung als Fellow beim Hudson Institute, einem konservativen Thintank in Washington D.C. Dort befasste er sich mit Fragen in den Bereichen internationale Beziehungen, effektive Organisation der Regierung und den politischen Implikationen von moderner Technologie und Angewandter Wissenschaft. Parallel hierzu begann er als Journalist für die rechtsgerichtete Medienplattform Daily Caller zu arbeiten, für die er den Posten ihres Korrespondenten im Weißen Haus übernahm. In dieser Stellung nahm er von 2018 bis 2020 regelmäßig an den Pressekonferenzen des US-Regierungssitzes teil. Während dieser Zeit hat er Gelegenheit vier längere Interviews mit dem damaligen US-Präsidenten Donald J. Trump zu führen.
2019 wurde er von der Nachrichtenplattform The Hill für ihre im Internet ausgestrahlte tägliche morgendliche Nachrichtensendung Rising (sinngemäß „Das Aufstehen“/„Sich aus den Federn erheben“) angeworben. Als Nachfolger von Buck Sexton übernahm er den Posten des Co-Moderators der Sendung, durch die er zusammen mit der ehemaligen demokratischen Kongresskandidatin und Fernsehmoderatorin Krystal Ball führte. Die Show folgte dem Point-Counterpoint-Prinzip, indem sie zwei Moderatoren mit konträren politischen Standpunkten kombinierte: Dabei repräsentierte Ball die liberale/linke/demokratische Perspektive auf politische und gesellschaftliche Themen, während Enjeti im Kontrast hierzu die konservative/rechte/republikanische Sichtweise zu denselben vortrug. Inhaltlich bestand die Sendung aus einer Mischung aus Berichten zu tagesaktuellen politischen, gesellschaftlichen und medialen Ereignissen und Entwicklungen, Interviews der Moderatoren mit zugeschalteten oder im Studium anwesenden Gästen sowie als Monologen vorgetragenen längeren Kommentaren der Moderatoren zu aktuellen Fragen.
Infolge des überraschend großen medialen Erfolges ihrer Sendung bei The Hill entschieden Enjeti und Ball sich nach dem Auslaufen ihres Vertrages im Jahr 2021, diesen nicht zu erneuern, sondern sich mit einer eigenen Nachrichtenplattform selbständig zu machen. Sie gründeten eine in Washington beheimatete Firma, die von einem dort lokalisierten Studio aus die Internetsendung Breaking Points (Bruchstellen) ausstrahlt, die im Wesentlichen dieselben Inhalte und dieselben Element (Kommentare, Berichte und Interviews), wie ihre frühere Sendung bei The Hill umfasst, anders als diese aber frei von der editorischen Kontrolle eines Nachrichtenkonzerns ist, sondern als independent media allein der Kontrolle der Moderatoren untersteht, so dass diese eine größere Freiheit bei der Wahl der erörterten Themen und der zum Ausdruck gebrachten Meinungen haben, als bei ihrer vorangegangenen Tätigkeit als angestellte Journalisten. Die werktäglich veröffentlichten Sendungen der Show werden als Podcast sowie in Form von Clips über Internetangebote wie Youtube ausgestrahlt. Da zahlreiche Konsumenten ihrer alten Sendung Enjeti und Ball von The Hill zu ihrer eigenen Plattform folgten, wurde Breaking Points innerhalb von einer Woche nach dem Start der Sendung der quotenstärkste politische Podcast in den Vereinigten Staaten. Auf Youtube erreichte die Sendung 2023 eine Abonnentenzahl von über 1 Million.

## Schriften
- The Populist's Guide to 2020. New Right and New Left Are Rising, 2020.